# Club Alianza Atlético de Sullana
L'Alianza Atlético és un club peruà de futbol de la ciutat de Sullana, a la regió de Piura. El club va ser fundat el 18 de gener de 1920. L'any 1988 va ascendir a la primera divisió de la Lliga peruana de futbol.

## Palmarès

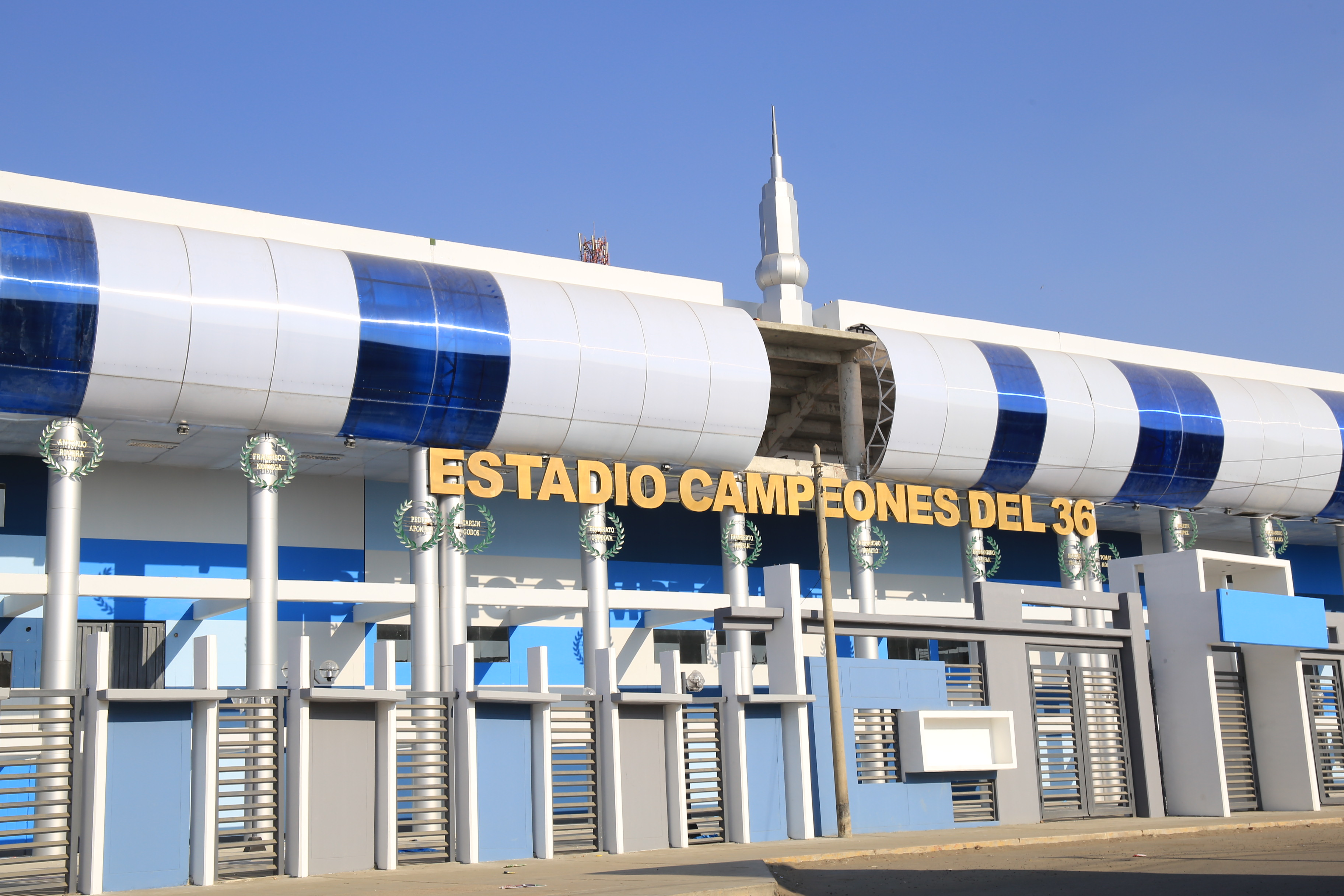
Estadi Campeones del 36.

- División Intermedia:
  - 1987 Zona Norte
- Segona divisió peruana de futbol:
  - 2020